# Villa Marlier
La Villa Marlier, conosciuta anche come la Villa della conferenza di Wannsee, è una storica residenza di Berlino in Germania.

## Storia
La villa venne costruita tra il 1914 e il 1915 per il commerciante Ernst Marlier, venendo progettata dall'architetto Paul Otto Baumgarten, allievo di Alfred Messel. Baumgarten aveva già progettato altre ville nella zona, come la vicina Villa Liebermann, costruita su commissione del celebre pittore Max Liebermann.
La proprietà venne acquistata nel 1921 dall'industriale Friedrich Minoux. Nel 1940 l'immobile venne venduto alla  "SS-Stiftung "Nordhav" una fondazione istituita nel 1939 da Reinhard Heydrich per creare e mantenere case di cura per membri delle SS e loro familiari: fu dunque usata per ospitare alti funzionari delle SS.
Ospitò il 20 gennaio 1942 la conferenza di Wannsee, durante la quale alti esponenti nazisti discussero dell'organizzazione amministrativa, tecnica ed economica dello sterminio degli ebrei d'Europa.
Nel 1987 la villa divenne proprietà della città di Berlino e nel 1992 divenne un centro della memoria e di documentazione sulla conferenza di Wannsee. Il centro ospita una mostra permanente sulla conferenza, sono inoltre esposte le copie dei documenti della conferenza. Tra la documentazione si trova l'archivio personale e la biblioteca di Joseph Wulf sopravvissuto dell'Olocausto e tra i primi storici del nazionalsocialismo.

## Descrizione
La proprietà include un elegante giardino con affaccio sul Großer Wannsee.

## Galleria d'immagini

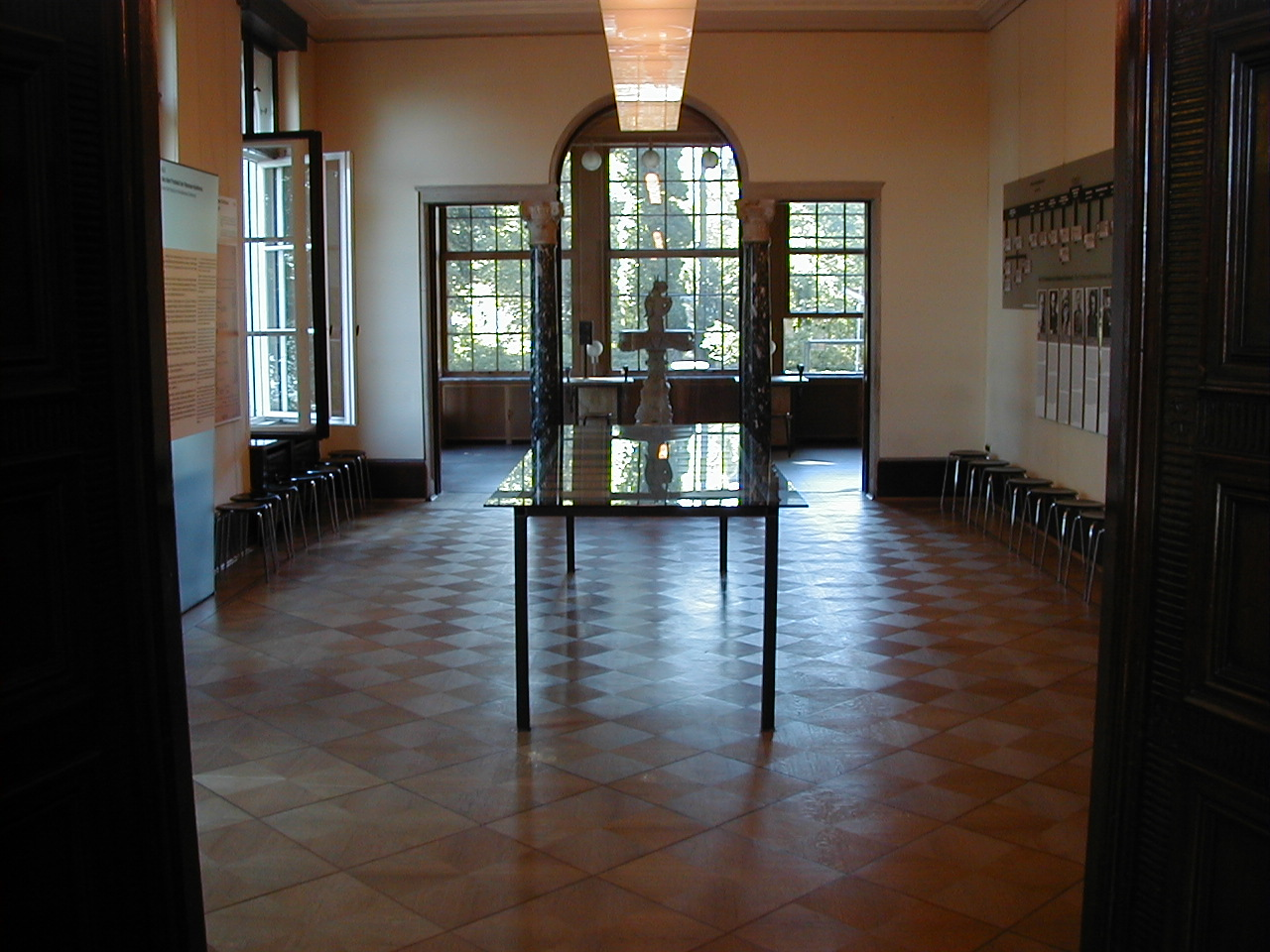
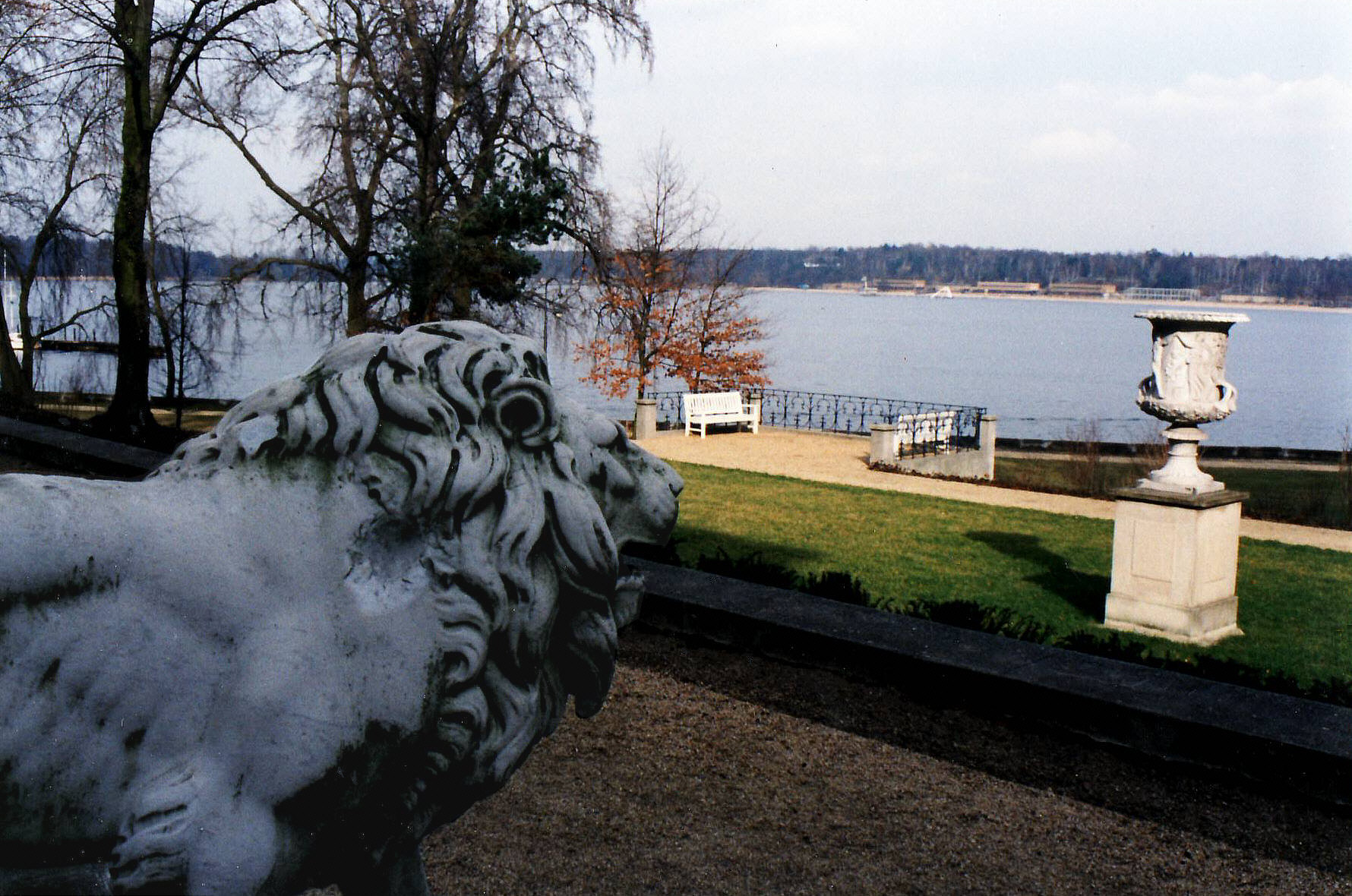
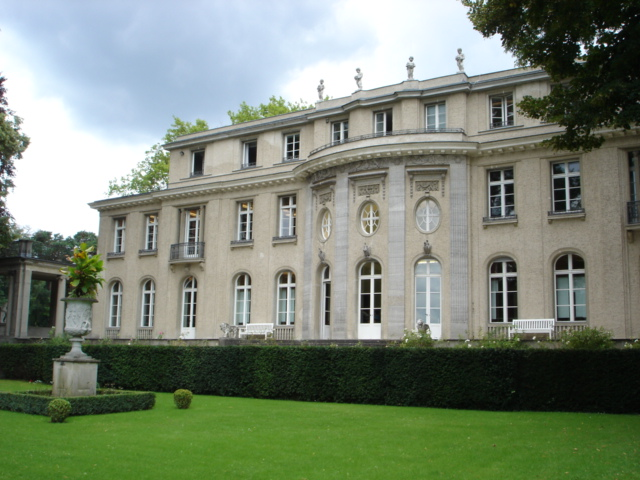